# Imaginal Disk
Imaginal Disk — второй студийный альбом американского дуэта Magdalena Bay, изданный 23 августа 2024 года лейблом Mom + Pop Music. Оба участника дуэта, Мика Тененбаум и Мэтью Льюин, полностью написали и спродюсировали альбом, а Тененбаум исполнила вокальные партии. Это концептуальный альбом, в центре которого находится вымышленный персонаж True. После того как в её лоб вживляют компакт-диск, одноимённый с альбомом, чтобы создать её идеальное «я», её тело отвергает его, и она заново постигает смысл человеческого бытия. Среди повторяющихся лирических тем — самоисследование и сознание.
В музыкальном плане Imaginal Disk классифицируется как альбом в стиле синти-поп, дэнс-поп и электронный рок. Он был поддержан четырьмя синглами — «Death & Romance», «Image», «Tunnel Vision» и «That’s My Floor», — выпущенными в период с мая по август 2024 года; три из них сопровождались музыкальными видеоклипами, снятыми под влиянием Питера Гэбриела, которые следуют сюжету альбома, а вокалист изображает True. В дальнейшем Магдалена Бэй продвигала альбом концертным туром Imaginal Mystery Tour, который стартовал в сентябре 2024 года.
После выхода альбом получил всеобщее признание критиков, согласно агрегатору рецензий Metacritic. Большинство рецензентов высоко оценили его стиль и сочли его улучшением по сравнению с их дебютным альбомом Mercurial World (2021). Альбом попал в несколько списков лучшей музыки по итогам года, а также в рейтинг середины десятилетия, составленный журналом Paste. Этот же журнал назвал «Death & Romance» лучшей песней, выпущенной в 2024 году. В коммерческом плане Imaginal Disk попал во второстепенные чарты в Великобритании и США.

## История
В 2021 году американский дуэт Magdalena Bay, состоящий из Мики Тененбаум и Мэтью Льюина, выпустил свой дебютный альбом Mercurial World, получивший признание критиков.
В следующем году они выпустили делюкс-издание, которое содержало альтернативные версии альбомных треков и новые песни. Оно было выпущено на Luminelle Recordings. Продвигая альбом концертным туром, они начали работать над новой музыкой. Параллельно они сотрудничали с Jihyo и Lil Yachty, и выпустили Mini Mix, Vol. 3, мини-альбом (EP) с семью короткими песнями, сопровождаемую полнометражным музыкальным видео. В июне 2023 года дуэт подписал контракт с нью-йоркским лейблом Mom + Pop Music. В своём заявлении они выразили волнение по поводу того, «что ждёт их в будущем», и объявили, что «следующий этап, следующая фаза уже здесь». После серии сообщений в социальных сетях, предвещающих появление новой музыки в 2024 году, Magdalena Bay анонсировали свой второй альбом, Imaginal Disk.

## Композиция
В музыкальном плане Imaginal Disk описывается критиками как альбом преимущественно синти-попа, дэнс-попа и электронного рока. Он также содержит элементы поп-музыки, психоделии, нью-эйджа, диско, шугейза и прогрессивного рока. Продюсирование было названо максималистским. Анна Гака из Pitchfork сказала, что альбом отходит от оптимистичного звучания поп-музыки, чтобы приспособиться к «циничной и параноидальной реальности».

## Отзывы
| Совокупная оценка    | Совокупная оценка |
| Источник             | Оценка            |
| -------------------- | ----------------- |
| Metacritic           | 85/100            |
| Оценки критиков      |                   |
| Источник             | Оценка            |
| AllMusic             | [ 10 ]            |
| The Line of Best Fit | 9/10              |
| NME                  | [ 2 ]             |
| Paste                | 8.2/10            |
| Pitchfork            | 7.7/10            |
| Slant Magazine       | [ 13 ]            |
| Sputnikmusic         | 3/5               |
| Under the Radar      | [ 16 ]            |

Альбом получил положительные отзывы музыкальной критики и интернет-изданий. На сайте Metacritic, который присваивает нормализованный рейтинг по публикациям, альбом получил средневзвешенный балл 85 из 100 на основе 8 рецензий.
Некоторые рецензенты сравнивали Imaginal Disk с предыдущими проектами Magdalena Bay. Соуди воспринял его как улучшение по сравнению с Mercurial World, как «более красочный, более амбициозный и гораздо более странный». Эрик Беннетт из Paste согласился с последним описанием и назвал его более удивительным. Отис Робинсон из NME выразил мнение, что альбом «ещё больше консолидировал». Калеб Кэмпбелл, написавший для Under the Radar, отметил, что дуэт «исследовал новые текстуры и эмоциональный диапазон».
Стиль Magdalena Bay был высоко оценён. Ник Сейп из Slant Magazine написал, что «длинный и амбициозный» Imaginal Disk — это «их самый радикальный стиль», и похвалил его за то, что он «действительно куда-то движется». Мэтт Коллар из AllMusic похвалил альбом за «абсолютно самобытную вибрацию» и сравнил его с концептуальным поп-музыкой Charli XCX и Кэролайн Полачек. Мэтью Ким из The Line of Best Fit также назвал его «уникальным» и сказал, что альбом «является свидетельством старого доброго артистизма».
Критики также прокомментировали повествование альбома. Ким считает, что концепция «не очень важна для альбома», и он «больше похож на сборник поп-песен, объединённых общей темой». Он также заявил, что альбом не является однородным, но «умудряется» чувствовать себя целостным. Штайнер отметил, что дуэт «выводит себя из зоны комфорта». Гака сказал, что «плотная» концепция в целом работает, но не во всех песнях. В менее позитивной рецензии Sputnikmusic высоко оценил «мастерство и внимание к деталям» альбома, но счёл его недостаточно глубоким из-за «чрезмерно стимулирующей [и] дезориентирующей» предпосылки и беглого обращения с темами.

### Итоговые годовые списки критиков
| Публикация/критик | Список                      | Ранг | Ссылка |
| ----------------- | --------------------------- | ---- | ------ |
| Consequence       | The 50 Best Albums of 2024  | 29   | [ 19 ] |
| Exclaim!          | 50 Best Albums of 2024      | 15   | [ 20 ] |
| The Forty-Five    | The best albums of 2024     | 23   | [ 21 ] |
| NME               | The 50 best albums of 2024  | 5    | [ 22 ] |
| Our Culture Mag   | The 50 Best Albums of 2024  | 8    | [ 23 ] |
| Paste             | The 100 Best Albums of 2024 | 26   | [ 24 ] |
| Pitchfork         | The 50 Best Albums of 2024  | 19   | [ 25 ] |
| PopMatters        | The 80 Best Albums of 2024  | 42   | [ 17 ] |
| Slant Magazine    | The 50 Best Albums of 2024  | 10   | [ 26 ] |
| Stereogum         | The 50 Best Albums Of 2024  | 5    | [ 27 ] |

| Публикация | Список                                         | Ранг | Ссылка |
| ---------- | ---------------------------------------------- | ---- | ------ |
| Paste      | The 100 Best Albums of the 2020s So Far (2024) | 75   | [ 28 ] |

## Список композиций
Слова и музыка всех песен — Mica Tenenbaum и Matthew Lewin..
| №                   | Название                    | Длительность |
| ------------------- | --------------------------- | ------------ |
| 1.                  | «She Looked Like Me!»       | 3:13         |
| 2.                  | «Killing Time»              | 3:53         |
| 3.                  | «True Blue Interlude»       | 1:49         |
| 4.                  | «Image»                     | 3:32         |
| 5.                  | «Death & Romance»           | 5:14         |
| 6.                  | «Fear, Sex»                 | 2:32         |
| 7.                  | «Vampire in the Corner»     | 3:22         |
| 8.                  | «Watching T.V.»             | 4:05         |
| 9.                  | «Tunnel Vision»             | 5:05         |
| 10.                 | «Love Is Everywhere»        | 3:14         |
| 11.                 | «Feeling DiskInserted?»     | 0:58         |
| 12.                 | «That's My Floor»           | 3:42         |
| 13.                 | «Cry for Me»                | 5:07         |
| 14.                 | «Angel on a Satellite»      | 4:03         |
| 15.                 | «The Ballad of Matt & Mica» | 4:00         |
| Общая длительность: | Общая длительность:         | 53:36        |

## Чарты
| Чарт (2024)                              | Высшая позиция |
| ---------------------------------------- | -------------- |
| Австралия (ARIA)                         | 38             |
| Великобритания (UK Digital Albums Chart) | 33             |
| США Top Current Album Sales (Billboard)  | 17             |
| США Heatseekers Albums (Billboard)       | 6              |